# Volo Southern Airways 242
Il volo Southern Airways 242 era il codice identificativo di un volo di linea della Southern Airways che il 4 aprile 1977, a causa dello spegnimento di entrambi i motori causato da un violento temporale, tentò un atterraggio di emergenza sulla Highway 92, una strada rurale presso New Hope, in Georgia. Al momento dell'incidente l'aereo stava compiendo la seconda tratta del volo Muscle Shoals-Huntsville-Atlanta; le vittime furono in totale 72, comprese nove persone che si trovavano a terra.

## L'incidente

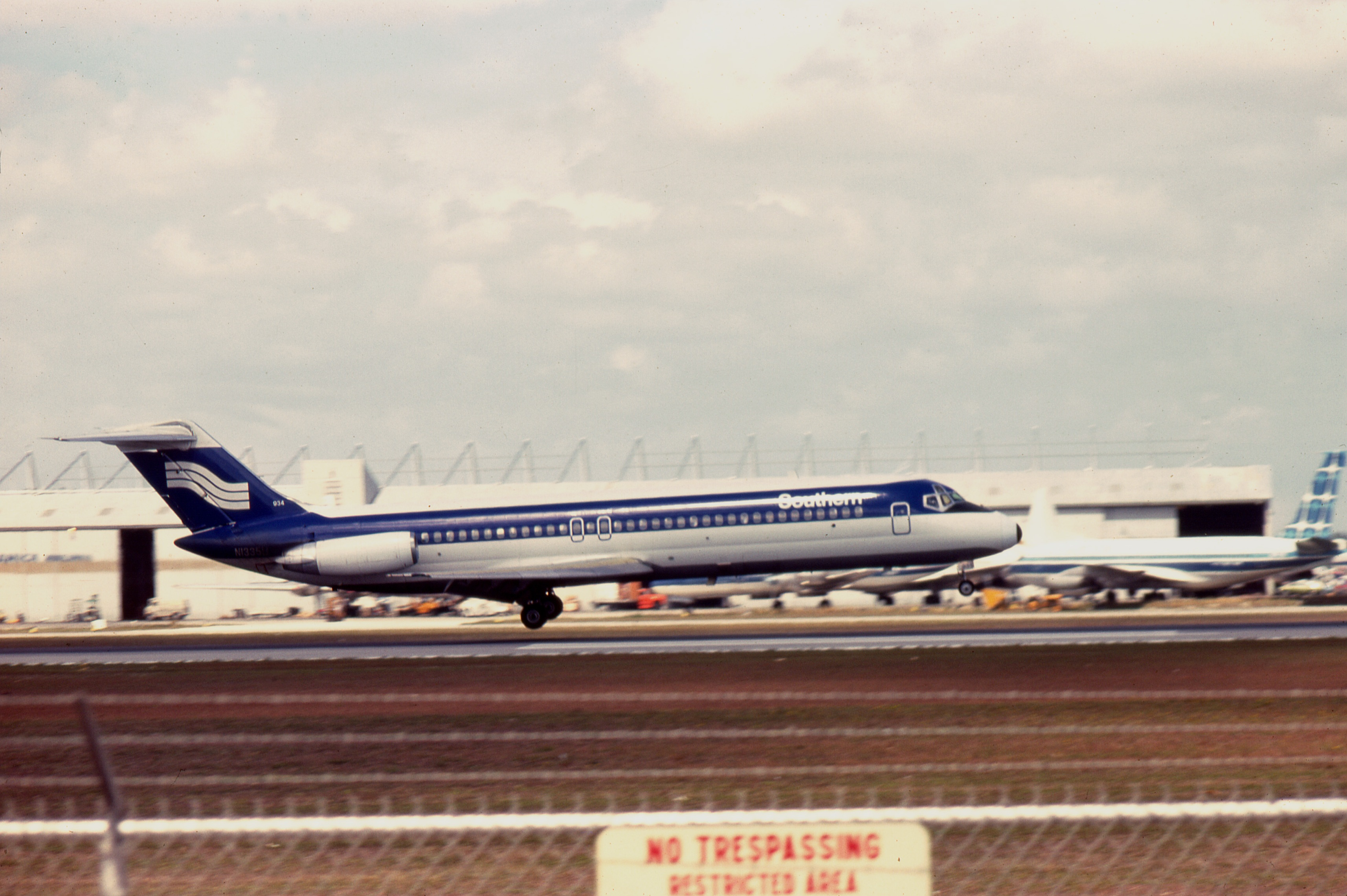
L'aereo coinvolto nell'incidente, fotografato a Miami nel 1977.

Prima del decollo da Huntsville (Alabama) il capitano William Wade McKenzie (54) ed il primo ufficiale Lyman Woods Keele jr. (34) furono avvisati della presenza di forti temporali con possibile formazione di tornado lungo la loro rotta, ma siccome la mattina stessa avevano già volato la tratta provenendo da Atlanta ed avevano incontrato solamente lievi turbolenze e pioggia leggera, non pensarono ad un drastico peggioramento delle condizioni meteorologiche rispetto a quanto incontrato nel volo precedente.

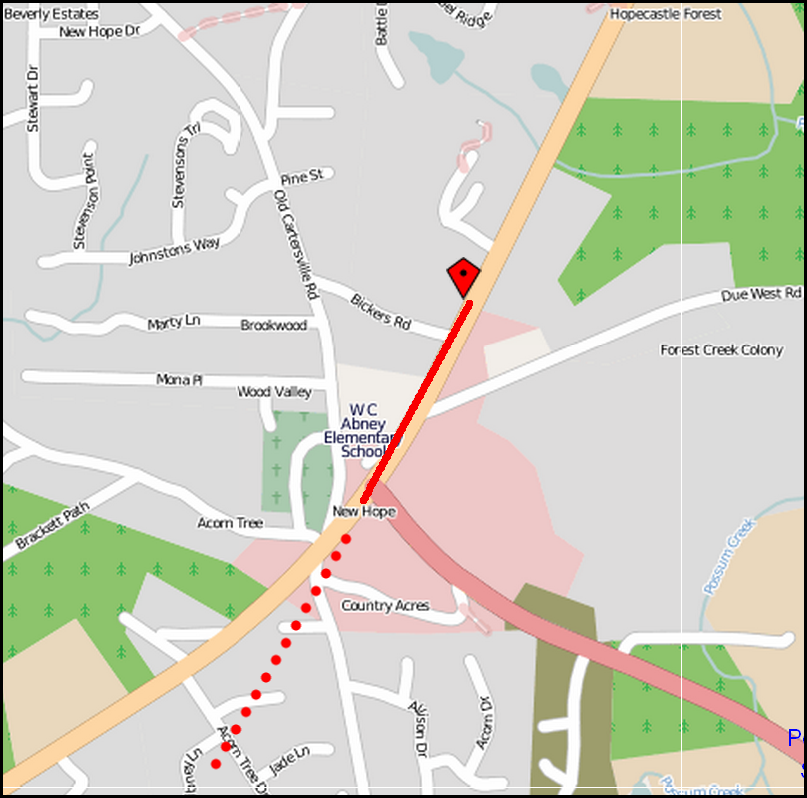
Rappresentazione approssimativa dell'avvicinamento (linea tratteggiata) e dell'atterraggio (linea continua) del volo 242

Durante il volo però la perturbazione si intensificò notevolmente, con il picco di massima attività temporalesca proprio sopra la città di Rome, in Georgia, verso cui il volo 242 si stava dirigendo. I piloti tentarono di individuare una rotta alternativa utilizzando il radar meteo di bordo ma furono tratti in inganno dall'effetto di attenuazione del radar stesso (le microonde emesse dal radar vennero in parte assorbite dalla pioggia mostrando una situazione migliore rispetto alle effettive condizioni presenti in quel momento) e si diressero verso quella che credevano fosse una zona di moderata turbolenza, mentre in realtà si trattava del culmine del temporale.
Durante la discesa dalla quota di crociera di 17.000 piedi a quella di 14.000 piedi, nei pressi del VOR di Rome, il velivolo entrò in una cella temporalesca dove incontrò grandine e piogge di forte intensità. La grandinata era di tale portata che ruppe il parabrezza della cabina di pilotaggio e, venendo aspirata dai motori, li danneggiò seriamente provocando il loro spegnimento.
I piloti tentarono inutilmente di riavviare i motori; nel frattempo, senza propulsione, l'aereo continuò a scendere con un rateo di 17 metri al secondo. I controllori di volo suggerirono di tentare l'atterraggio presso la Base Aerea di Dobbin o l'aeroporto civile di Cartersville ma i piloti stimarono che fossero fuori dalla loro portata. Quando furono in contatto visivo con il suolo, individuarono un tratto rettilineo di una strada e decisero di tentarvi un atterraggio di emergenza, ma appena il velivolo toccò terra, urtò prima un distributore di benzina e successivamente un negozio di generi alimentari, incendiandosi e causando la morte dei due piloti, di 60 passeggeri e di 9 persone che si trovavano sul luogo dello schianto.

## Probabili cause

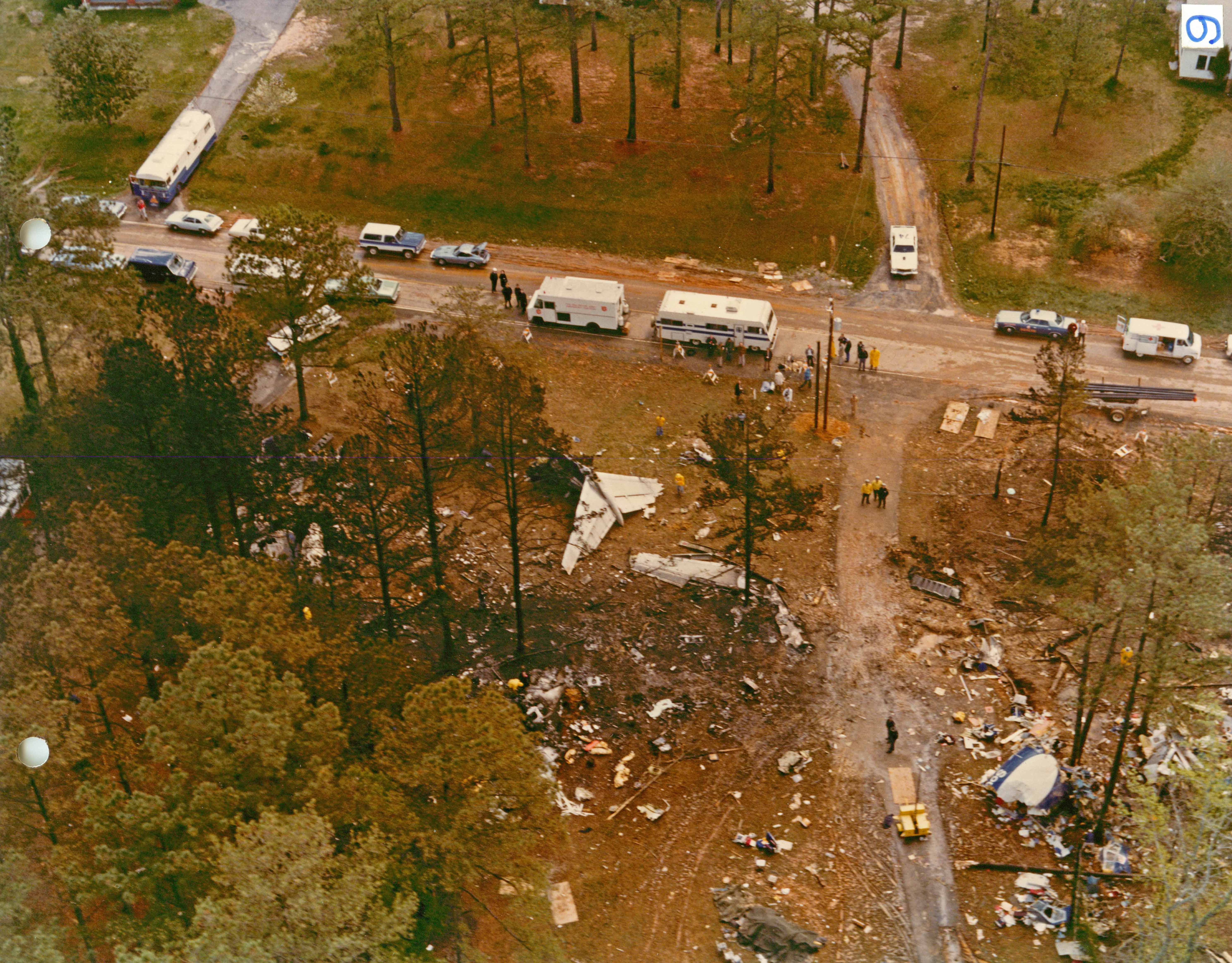
I detriti del velivolo visti dall'alto

Le indagini furono affidate al National Transportation Safety Board (NTSB) che il 26 gennaio 1978 emise il rapporto finale, nel quale si legge:
L'NTSB ha inoltre considerato come fattori aggiuntivi
Francis H. McAdams, uno dei membri del team investigativo, dissentendo dalle conclusioni dei colleghi, fece inserire nel rapporto le sue conclusioni:

## Elogio agli assistenti di volo
Gli assistenti di volo a bordo erano Catherine Lemoine–Cooper (18 luglio 1950 - 12 giugno 2020)come assistente di volo senior, e Sandy Purl Ward (nata il 23 febbraio 1953), seconda assistente di volo.
L'NTSB ha osservato nel suo rapporto che, nonostante il fatto che l'equipaggio di volo non abbia comunicato con l'equipaggio di cabina durante la sequenza dell'emergenza, gli assistenti di volo di propria iniziativa hanno informato e preparato i passeggeri per un atterraggio di emergenza mentre l'aereo planava. Appena prima dell'atterraggio, senza preavviso o segnale da parte dell'equipaggio di volo che l'aereo stava per schiantarsi, gli assistenti di volo "hanno visto alberi" dai finestrini e hanno immediatamente urlato ai passeggeri un ultimo comando: "prepararsi all'impatto!". Gli assistenti di volo hanno anche aiutato a evacuare i passeggeri dall'aereo in fiamme dopo l'atterraggio di fortuna.

## Luogo dell'incidente
L'NTSB ha identificato il luogo dell'incidente nel suo rapporto come "Highway 92 Spur, bisecting New Hope, GA", e ha incluso anche le coordinate geografiche. Inoltre, il rapporto dell'NTSB include una rappresentazione del luogo dell'incidente, disegnata a mano come una "X" cerchiata su una carta in sezione dell'aviazione. Le designazioni delle autostrade sono state modificate a partire dal 2006. Il tratto stradale utilizzato per l'atterraggio forzato, precedentemente chiamato Georgia State Route 92 Spur, è ora chiamato Dallas-Acworth Highway (ex Georgia State Route 381).

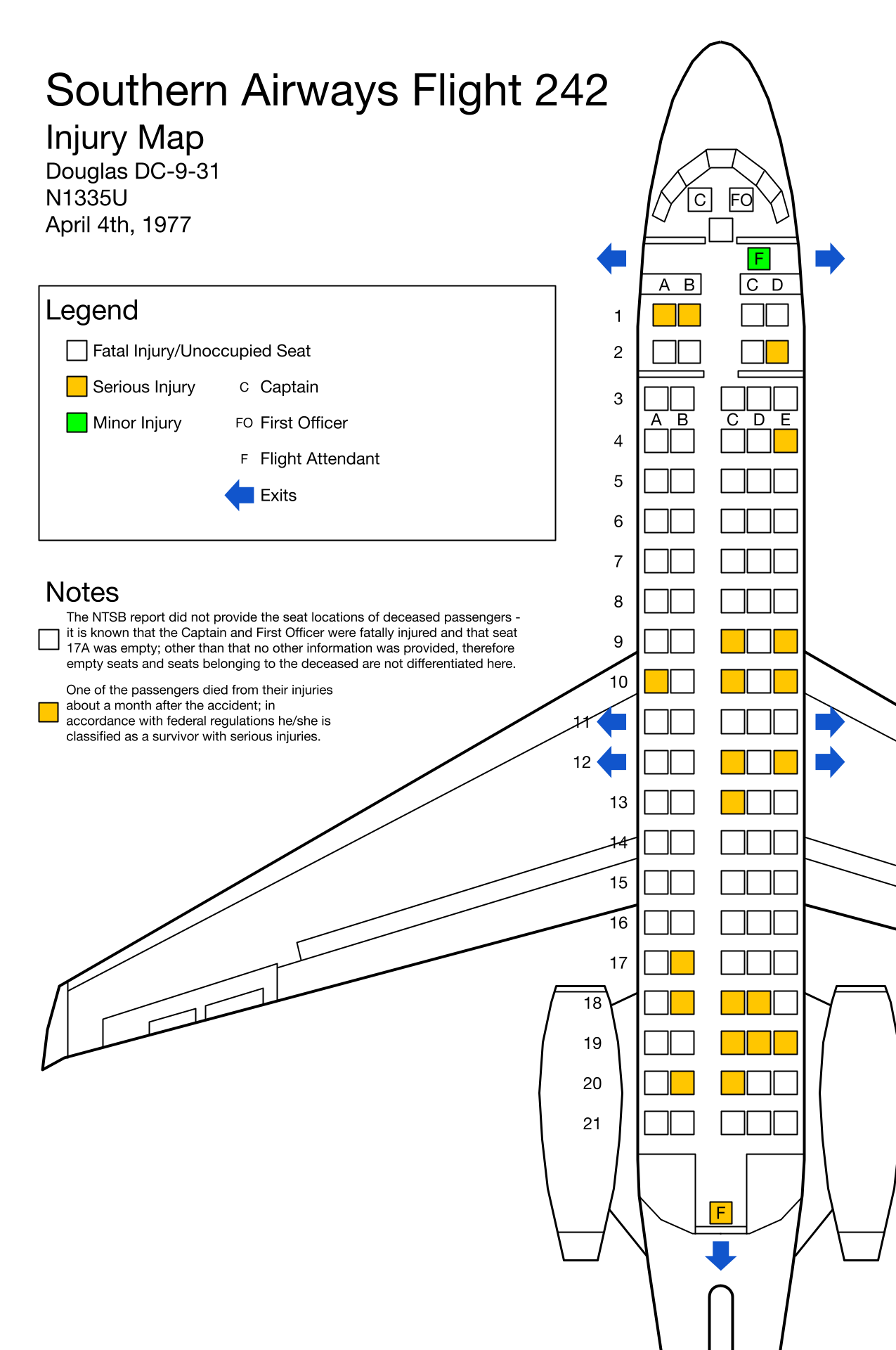
Mappa delle lesioni del volo Southern Airways 242

La piccola comunità della Giorgia di New Hope, nella contea di Paulding, dove i sopravvissuti e i familiari hanno tenuto un memoriale e una riunione 20 anni dopo l'incidente del 1997, ora ospita ogni anno un memoriale e una riunione vicino al luogo dell'incidente. Il sito si trova a 18 km dall'aeroporto di Cartersville e a 25 km da Dobbins AFB. Cornelius Moore Field, tra Cedartown e Rockmart, era a circa 20,5 miglia (33 km) dietro di loro al momento dell'incidente.
I residenti locali e le famiglie delle vittime hanno formato l'organizzazione no-profit New Hope Memorial Flight 242, Inc., per fornire "un servizio commemorativo annuale, una riunione dei sopravvissuti e un monumento". angolo sud-ovest del cimitero di New Hope, situato a circa mezzo miglio a sud-ovest del luogo dell'incidente.
Le vittime residenti a New Hope includevano Kathy Griffin Carter e il figlio Jeffrey Richard Carter, Faye Robinson Griffin e il figlio Larry Allen Griffin, Edna Griffin Gamel, il figlio John T. Gamel e la figlia Courtney A. Gamel, Berlie Mae Bell Cranton ed Ernest L. Prewett.
Nel marzo 2015, l'organizzazione ha annunciato l'intenzione di costruire un memoriale permanente per onorare le vittime dell'incidente. Nel marzo 2019, il gruppo ha annunciato che erano stati raccolti fondi sufficienti per un memoriale più grande. Il 4 aprile 2021, il memoriale è stato dedicato in occasione del 44º anniversario della tragedia con quasi 100 presenti, inclusi sopravvissuti e familiari in quattro stati.

## Il volo Southern Airways 242 nei media
- Nel 1986 l'assistente di volo Sandy Purl, una dei 22 superstiti del volo 242, ha scritto un libro intitolato Am I Alive?: A Surviving Flight Attendant's Struggle and Inspiring Triumph over Tragedy nel quale racconta gli ultimi istanti del volo, l'incidente, come ha aiutato diversi passeggeri a fuggire dai rottami dell'aereo ed il lungo percorso intrapreso per riprendersi dallo shock.[20]
- L'incidente del volo 242 della Southern Airways è stato analizzato nella puntata Tempesta fatale della quinta stagione del documentario Indagini ad alta quota trasmesso dal National Geographic Channel. Nella quale si esclude l'acqua come possibile causa. A prova di questo, un test effettuato dalla commissione d'indagine, in collaborazione con un consulente dei produttori dei motori, verificava il corretto funzionamento degli stessi. Il test vedeva protagonisti, in posizione verticale, i turboventilatori che, azionati a più regimi, subivano l'irrigazione dall'alto di acqua fino a superare la quantità possibile da incamerare durante condizioni meteo avverse.